# Pio Corradi
Pio Ante Corradi (* 19. Mai 1940 in Buckten, Kanton Basel-Landschaft; † 1. Januar 2019 in Zürich) war ein Schweizer Kameramann und Fotograf.

## Leben
Pio Corradis Grossvater, ein Steinhauer aus dem italienischen Mantua, wanderte nach Buckten aus. Seine zwei Söhne führten das Baugeschäft weiter, die Corradi GmbH. Pio Corradi wuchs mit fünf Geschwistern auf. Sein Mathematiklehrer vermittelte ihm das Fotografieren, während einem dreimonatigen Kuraufenthalt in Davos lernte er erste Aspekte des Filmens kennen.
Pio Corradi besuchte zunächst zwei Jahre lang die Kunstgewerbeschule (heute: Hochschule für Gestaltung und Kunst) in Basel und absolvierte anschliessend eine Ausbildung zum Fotografen. 1964 zog er nach Zürich und wurde Kameraassistent von Nicolas Gessner, Georges Alexath, Robert D. Garbade, Grigori Wassiljewitsch Alexandrow und anderen.
Ab 1972 war er als freischaffender Kameramann tätig und fotografierte zahlreiche nationale und internationale Spiel- und Dokumentarfilme, beispielsweise Höhenfeuer (1985, Regie: Fredi M. Murer), Candy Mountain (1987, Regie: Robert Frank), Reise der Hoffnung (1990, Regie: Xavier Koller), Donusa (1992, Regie: Angeliki Antoniou), Das Wissen vom Heilen (1997, Regie: Franz Reichle) oder Balkan Melodie (2012, Regie: Stefan Schwietert). Zudem führte er 2006 selbst Regie in Poetry in Motion – Pierre Favre.
Im März 2018 wurde Corradi für seine Kameraarbeit an dem Dokumentarfilm Köhlernächte (Regie: Robert Müller) mit dem Schweizer Filmpreis ausgezeichnet. Anfang 2019 starb er nach einer Krebserkrankung im Alter von 78 Jahren.

## Filmografie
- 1976: Der Stumme[6]
- 1978: Kneuss[7]
- 1978: Kleine Freiheit
- 1980: Guber – Arbeit im Stein
- 1981: Winterstadt
- 1982: Ludwig Hohl – Ein Film in Fragmenten
- 1982: Klassengeflüster
- 1982: Hirnbrennen
- 1983: TransAtlantique
- 1983: Der rechte Weg
- 1983: Der Pfeifer von Niklashausen
- 1983: Der Gemeindepräsident
- 1985: Höhenfeuer
- 1986: Der schöne Augenblick
- 1987: Umbruch
- 1987: Der Lauf der Dinge
- 1987: Candy Mountain
- 1988: Reisen ins Landesinnere
- 1988: Imago Meret Oppenheim
- 1988: Bailey House To Live As Long As You Can
- 1989: Tennessee Nights
- 1989: La nuit de l'éclusier
- 1990: Der grüne Berg
- 1991: Arthur Rimbaud, une biographie
- 1992: Donusa
- 1992: Pèlerinage
- 1992: Dunkle Schatten der Angst
- 1992: Charlotte, vie ou théatre?
- 1993: Ur-Musig
- 1993: Tanz der blauen Vögel
- 1993: Der Kongress der Pinguine
- 1994: Ernesto «Che» Guevara: le Journal de Bolivie
- 1995: Polizeiruf 110: Alte Freunde
- 1995: Mekong
- 1995 Rendez-vous im Zoo (Dokumentarfilm)
- 1995: Gerhard Meier – Die Ballade vom Schreiben
- 1995: Er nannte sich Surava (Dokumentarfilm)
- 1996: Une Saison au Paradis
- 1996: Pestalozzi Export – Im Namen Pestalozzis
- 1997: Grüningers Fall (Dokumentarfilm)
- 1997: Four in time
- 1997: Die Salzmänner von Tibet (Dokumentarfilm)
- 1997: Das Wissen vom Heilen (Dokumentarfilm)
- 1998: Vollmond
- 1998: Tumult im Urwald – Crowded Jungle
- 1998: Elf Freunde
- 1999: Erste Hilfe für die Seele
- 1999: Ein Zufall im Paradies
- 1999: Eine Synagoge zwischen Tal und Hügel (A Synagogue In The Hills)
- 2000: Varlin
- 2000: Gripsholm
- 2000: Eurotravelling
- 2000: Die wahren Liebhaber – Ein Film übers Filmen
- 2001: Wolken – Briefe an meinen Sohn (Dokumentarfilm)
- 2001: Nuages
- 2001: Memento Mori
- 2001: Meier 19
- 2001: Die Straße des Marmors (La strada del marmo) (Dokumentarfilm)
- 2002: Von Werra (Dokumentarfilm)
- 2002: Verhör und Tod in Winterthur
- 2002: Septemberwind – Migrantengeschichten
- 2002: Pane per tutti
- 2002: Mutter
- 2002: Mani Matter – Warum syt dir so truurig?
- 2003: Dieter Roth
- 2003: Die Wägsten und Besten des Landes
- 2003: Das Alphorn – Musik der Alpen
- 2003: Ässhäk – Geschichten aus der Sahara (Dokumentarfilm)
- 2004: Vollenweider – Die Geschichte eines Mörders
- 2004: Schwarze Madonna
- 2004: Downtown Switzerland (Dokumentarfilm)
- 2004: Dimitri – Clown
- 2005: Ultima Thule – Eine Reise an den Rand der Welt
- 2005: Jo Siffert Live Fast – Die Young
- 2006: Poetry in motion – Pierre Favre
- 2006: Vitus
- 2007: Markus Raetz
- 2007: Heimatklänge (Dokumentarfilm)
- 2007: Gerhard Meier – Das Wolkenschattenboot
- 2007: Big Band Poesie
- 2008: Das Schreiben und das Schweigen
- 2008: Zum Auftakt Rossini
- 2008: Thèbes à l'ombre de la tombe
- 2008: Mich Gerber – Klangmagier mit Kontrabass
- 2008: Kurtág – Fragments – First of Three Parts
- 2009: Trans-Cutucú – Zurück in den Urwald
- 2009: The Marsdreamers
- 2009: Champions von Morgen
- 2010: Zimmer 202 – Peter Bichsel auf Reisen
- 2010: Urs Fischer
- 2010: Rio Sonata – Starring Nana Caymmi
- 2010: Im Garten der Klänge (Nel giardino dei suoni) (Dokumentarfilm)
- 2011: The Substance – Albert Hofmanns LSD (Dokumentarfilm)
- 2011: Regilaul – Lieder aus der Luft (Dokumentarfilm)
- 2011: Niklaus Troxler – Jazz in Willisau – Ein Leben mit Jazz und Grafikdesign
- 2011: Herz im Emmental (Dokumentarfilm)
- 2011: Amiet
- 2012: Balkan Melodie (Dokumentarfilm)
- 2012: L'ombrello di Beatocello
- 2013: Vivaldi in Venedig
- 2013: Miles & War
- 2013: Service inbegriffe
- 2014: O Samba
- 2014: Liebe und Zufall
- 2014: Feuer & Flamme
- 2015: Thomas Hirschhorn – Gramsci Monument
- 2015: Les mille et un Caire
- 2015: Giovanni Segantini – Magie des Lichts (Dokumentarfilm)
- 2017: Köhlernächte (Dokumentarfilm)
- 2017: Walter Pfeiffer – Chasing Beauty (Dokumentarfilm)
- 2019: Passion – Zwischen Revolte und Resignation[8] (Essayfilm)

## Buchveröffentlichungen
- Dieter Bachmann, Pio Corradi, Urs Frey. Die Leute von Soglio. Zürich 2004. ISBN 978-3-907496-34-3

## Ausstellungen
- 2015: Kornhausforum Bern: Fotografien[9]

## Auszeichnungen
- 1979: Qualitätsprämie des EDI für Guber – Arbeit im Stein
- 1982: Filmpreis der Stadt Zürich (Kamera)
- 1986: Qualitätsprämie des EDI für Höhenfeuer
- 1987: Filmpreis der Stadt Zürich für Der schöne Augenblick
- 1990: Qualitätsprämie des EDI für Tennessee Nights
- 1996: Kulturpreis des Kantons Basel-Landschaft
- 2003: Retrospektive an den Solothurner Filmtagen – Spezialprogramm «Rencontre»
- 2016: Deutscher Kamerapreis – Ehren-Kamerapreis für das Lebenswerk
- 2018: Schweizer Filmpreis – Beste Kamera für Köhlernächte